# Eifelrad

Nick Kaufmann auf einem zweirädrigen Eifelrad

Das Eifelrad wurde auch als Einrad gebaut.

Das Eifelrad ist ein Fahrrad für Kunstradfahrer.
Das Eifelrad ist ein Spezialrad, das vorwiegend um die Jahrhundertwende vom 19. zum 20. Jahrhundert speziell für Kunstradfahrer gebaut wurde, unter anderem von der Firma Brennabor. Es gab Modelle mit einem Rad sowie mit zwei Rädern. Die besondere Eigenschaft eines solchen Rades ist, dass es circa vier bis fünf Meter hoch ist. Deshalb wurde es – bezugnehmend auf den Eiffelturm – Eifelrad genannt (wenn auch nur mit einem f geschrieben).

## Technik
Fahrräder dieser Bauart sind nur mit einer starren Übersetzung fahrbar, sie besitzen deshalb wie andere Hochräder weder Freilauf noch Schaltung. Die sehr lange Kette benötigt trotzdem einen oder mehrere Kettenspanner, um die Bewegung des Fahrers direkt auf das Antriebsrad übertragen zu können. Ein Innenlager wie bei klassischen Fahrrädern war nicht üblich und auch nicht notwendig.

## Herstellung
Nur wenige Hersteller wie die deutsche Firma Brennabor produzierten derartige Fahrräder in Kleinstserie. Es gab keinen nennenswerten Absatzmarkt, und die Belastung der handelsüblichen Rahmenrohre war so stark, dass die Räder schon bei kleinen Unfällen erheblich beschädigt wurden. Bis heute werden jedoch Einzelstücke in Handarbeit angefertigt.

## Fahreigenschaften
Eifelräder sind nur bedingt als Fortbewegungsmittel geeignet. Sie erfordern Auf- und Abstiegshilfen sowie sehr großes fahrerisches Können. Sie sind  sehr schwer, und bei Verlust der Balance stürzt der Fahrer ohne Kontrolle aus größerer Höhe auf die Fahrbahn. Sie finden ausschließlich als Kunstfahrräder Verwendung.

## Fußnote
1. ↑  Erlebnisbericht Fahrschule Hochrad (PDF; 34 kB)